# Casus belli
A casus belli (latin) a háború oka, vagy rosszhiszeműen ürügy a hadüzenetre. A nemzetközi jogban és a politikai szóhasználatban olyan esemény vagy tény, amely háborút idéz elő, vagy amelyet háború kitörésének megindoklására használnak fel.
Ilyen háborús ok volt például az első világháborút megelőző, Ferenc Ferdinánd és felesége ellen elkövetett szarajevói merénylet.